# Cantone di Buena Fé
Il cantone di Buena Fé è un cantone dell'Ecuador che si trova nella provincia di Los Ríos.
Il capoluogo del cantone è San Jacinto de Buena Fé.